# Meliphagida
Meliphagida je infrařád primitivních zpěvných ptáků, zahrnující pět převážně australských čeledí.

## Fylogeneze a taxonomie
Meliphagida jsou v pořadí třetí vývojovou větví primitivních zpěvných ptáků, která se oddělila před jejich hlavním rozštěpením do infrařádů Corvida a Passerida. Čeledi Acanthizidae, Dasyornithidae a Pardalotidae jsou někdy spojovány do čeledi jediné (Pardalotidae). Acanthizidae jsou ovšem samostatnou větví, zbývající dvě čeledi bývají rovněž častěji považovány za samostatné.

### Čeledi
- Meliphagida
  - Maluridae, modropláštníkovití – 28 druhů v 5 rodech (Austrálie, Nová Guinea)
  - Dasyornithidae – 3 druhy v 1 rodu (Austrálie)
  - Acanthizidae, střízlíkovcovití – 65 druhů v 15 rodech (Australská oblast, jeden druh na sever po Filipíny a na západ po Malajsii a Sumatru)
  - Pardalotidae, pardalotovití – 4 druhy v 1 rodu (Austrálie)
  - Meliphagidae, kystráčkovití – 183 druhů ve 46 rodech (Australská oblast na sever po Bali)